# Macropædia

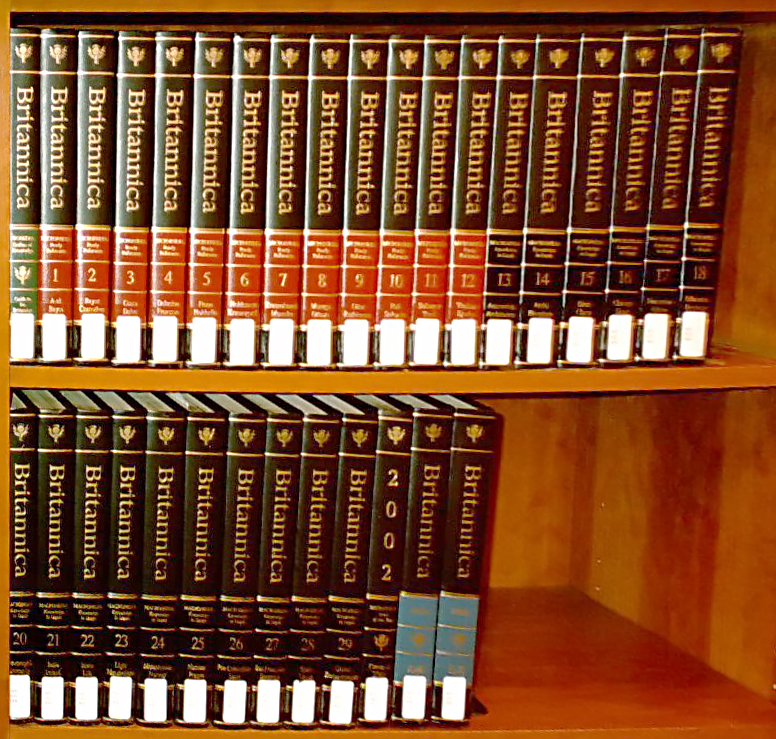
de la Britannica en 2002. La Propædia (dos gris-vert) est suivie des 12 volumes de la Micropædia (dos orange) et des 17 de la Macropædia (dos noir), plus le volume de 2002 (dos noir) et les 2 volumes d'index (dos cyan).

La Macropædia est l'une des trois parties de la 15e édition de l’Encyclopædia Britannica, les deux autres étant la Micropædia et la Propædia. La Macropædia comporte 17 volumes, alors que la Micropædia a 12 volumes et la Propædia un volume unique. Le nom Macropædia est un néologisme inventé par Mortimer Adler de l'ancien grec : les mots "grand" et "instruction". On pourrait le traduire en français par "leçons complètes". Cette traduction correspond parfaitement à l'intention d'Adler, qui est de proposer aux étudiants des sujets en profondeur. La Macropædia est donc l'inverse de la Micropædia qui sert d'ouvrage d'appui et de vérification des connaissances.
La Macropædia a été introduite en 1974 avec la 15e de la Britannica, comportant 19 volumes et 4 207 articles. À la suite d'une réorganisation radicale de l'encyclopédie en 1985, de nombreux articles ont été fusionnés et condensés dans 17 volumes et près de 700 articles. Les articles ont une longueur comprise entre 2 et 310 pages. L'article le plus long concerne les États-Unis d'Amérique, depuis qu'il regroupe les articles de chacun des cinquante États. Les articles de la Macropædia comportent généralement des références et le nom des rédacteurs, par opposition aux 65 000 articles de la Micropædia qui n'ont pas de bibliographie ni de contributeurs identifiés.
Depuis la réorganisation de 1985, la Macropædia a régulièrement évolué. De nombreux articles sont constamment ajoutés, tandis que d'autres sont scindés, absorbés dans d'autres articles, très raccourcis, voire supprimés. Par exemple en 1989 il existait un article de sept pages sur les adhésifs, mais seulement une page transférée dans un autre article en 1991.